# Клерк, Хосе Луис
Хосе Луис Клерк (исп. José Luis Clerc; 16 августа 1958, Буэнос-Айрес) — аргентинский профессиональный теннисист, теннисный тренер и спортивный аналитик. Бывшая четвёртая ракетка мира, победитель 27 турниров Гран-при и WCT в одиночном и парном разрядах, обладатель командного Кубка наций 1980 года и финалист Кубка Дэвиса 1981 года в составе сборной Аргентины.

## Спортивная карьера
Хосе Луис Клерк — один из самых успешных теннисистов за историю Аргентины. Всего за шесть лет регулярных выступлений, с 1978 по 1983 год, он выиграл 25 турниров двух главных теннисных туров — Гран-при и WCT. При этом в 1981 году он выиграл в преддверии Открытого чемпионата США четыре таких турнира подряд, а в 1983 году — три.
Лучшим в карьере Клерка был 1981 год, за который он выиграл шесть турниров в одиночном и один в парном разряде, а также дошёл до финала Кубка Дэвиса со своим партнёром по аргентинской сборной, Гильермо Виласом. На этот же год приходится его наивысший успех в турнирах Большого шлема: на Открытом чемпионате Франции он дошёл до полуфинала как в одиночном разряде (после победы над Джимми Коннорсом), так и в паре с румыном Илие Нэстасе. По ходу сезона, после серии побед в грунтовых турнирах Северной Америки, он достиг наивысшей в карьере четвёртой позиции в рейтинге ATP.
Однако пик карьеры Клерка охватывает больше одного года. Так, в свой первый полный год в профессиональном теннисе, в 1978 году, он уже выиграл три турнира и ещё четырежды проигрывал в финалах, одержав по ходу сезона победы над Джоном Макинроем и Иваном Лендлом и закончив год в числе 20 лучших теннисистов мира. В 1980 году он тоже выиграл шесть турниров в одиночном разряде и первенствовал с Виласом в командном Кубке наций — втором по престижности мужском командном турнире после Кубка Дэвиса, где аргентинцы победили команды Швеции, Чехословакии, Германии и дважды (в группе и в финале) итальянцев. В Кубке Дэвиса они вывели из борьбы сборную США в финале американской отборочной группы перед тем, как проиграть чехословакам, ведомым Иваном Лендлом, в межзональном полуфинале. В 1982 году на счету Клерка было пять побед в турнирах и ещё один полуфинал Открытого чемпионата Франции, а в 1983 году четыре титула в одиночном разряде и ещё один в парном. В 1983 году аргентинская сборная с участием Клерка на пути к полуфиналу Кубка Дэвиса ещё раз победила американцев, нанеся им их второе поражение за шесть лет; в течение этого времени американцы не проигрывали больше никому, четыре раза выиграв главный трофей турнира. Четыре раза подряд, с 1980 по 1983 год, Клерк завоёвывал право на участие в Мастерс — итоговом турнире серии Гран-при, где участвовали лучшие игроки мира.
В 1984 году, в сезоне, который складывался менее удачно, чем предыдущие, Клерк растянул мышцы живота и с середины лета до ноября не мог участвовать в турнирах. В это время он расстался со своим постоянным тренером Пато Родригесом. Клерк так и не сумел вернуться в прежнюю форму и после 1984 года ни разу не выходил в финалы турниров. В 1986 году он объявил о том, что сокращает своё участие в теннисных турнирах, но ещё раз вернулся на корт в 1989 году, когда помог Аргентине одержать победу над сборной Канады в полуфинале Американской отборочной группы Кубка Дэвиса, одержав свою одиннадцатую победу в парном разряде в рамках этого соревнования, а затем в последний раз принял участие в Открытом чемпионате Франции. В общей сложности он провёл за сборную Аргентины в Кубке Дэвиса 55 игр, уступая по этому показателю только Виласу, и одержал 31 победу.
За время выступлений Клерк одерживал победы над самыми известными теннисистами своего времени, включая четверых игроков, становившихся в дальнейшем первыми ракетками мира — Джимми Коннорса, Джона Макинроя, Ивана Лендла и Матса Виландера, каждого из которых он побеждал в том числе и в финалах турниров. С Гильермо Виласом Клерк встречался на корте в международных турнирах 14 раз, одержав четыре победы при десяти поражениях, но большинство поражений приходятся на 1978 и 1979 годы, когда Клерк только набирал форму.
Успехи Клерка были отмечены как у него на родине, так и на международном уровне. В Аргентине он дважды, в 1980 и 1990 годах, становился лауреатом национальной премии Conex, вручаемой за достижения в области культуры. В 1981 году он также был удостоен награды ATP за спортивное благородство (позже награда получила имя Стефана Эдберга).
После окончания активной карьеры Клерк открыл теннисную школу в Аргентине. Он также сотрудничает с латиноамериканским филиалом ESPN в качестве спортивного аналитика.

## Титулы в турнирах Гран-при и WCT за карьеру (27)

### Одиночный разряд (25)
| №   | Дата        | Турнир                        | Покрытие | Соперник в финале  | Счёт в финале           |
| --- | ----------- | ----------------------------- | -------- | ------------------ | ----------------------- |
| 1.  | 21 мая 1978 | Флоренция, Италия             | Грунт    | Патрис Домингез    | 6-4, 6-2, 6-1           |
| 2.  | 26 ноя 1978 | Буэнос-Айрес, Аргентина       | Грунт    | Виктор Печчи       | 6-4, 6-4                |
| 3.  | 4 дек 1978  | Сантьяго, Чили                | Грунт    | Виктор Печчи       | 3-6, 6-3, 6-3           |
| 4.  | 16 апр 1979 | Йоханнесбург, ЮАР             | Хард     | Деон Жубер         | 6-2, 6-1                |
| 5.  | 10 мар 1980 | Сан-Хосе, Коста-Рика          | Хард     | Джимми Коннорс     | 4-6, 2-6 отказ          |
| 6.  | 28 июл 1980 | Саут-Орейндж, Нью-Джерси, США | Грунт    | Джон Макинрой      | 6-3, 6-2                |
| 7.  | 4 авг 1980  | Индианаполис, США             | Грунт    | Мел Пёрселл        | 7-5, 6-3                |
| 8.  | 29 сен 1980 | Мадрид, Испания               | Грунт    | Гильермо Вилас     | 6-3, 1-6, 1-6, 6-4, 6-2 |
| 9.  | 3 ноя 1980  | Кито, Эквадор                 | Грунт    | Виктор Печчи       | 6-4, 1-6, 10-8          |
| 10. | 17 ноя 1980 | Буэнос-Айрес (2)              | Грунт    | Рольф Геринг       | 6-7, 2-6, 7-5, 6-0, 6-3 |
| 11. | 11 мая 1981 | Флоренция (2)                 | Грунт    | Рауль Рамирес      | 6-1, 6-2                |
| 12. | 18 мая 1981 | Рим, Италия                   | Грунт    | Виктор Печчи       | 6-3, 6-4, 6-0           |
| 13. | 13 июл 1981 | Бостон, США                   | Грунт    | Ханс Гильдемайстер | 0-6, 6-2, 6-2           |
| 14. | 20 июл 1981 | Вашингтон, США                | Грунт    | Гильермо Вилас     | 7-5, 6-2                |
| 15. | 28 июл 1981 | Норт-Конвей, Нью-Гэмпшир, США | Грунт    | Гильермо Вилас     | 6-3, 6-2                |
| 16. | 3 авг 1981  | Индианаполис (2)              | Грунт    | Иван Лендл         | 4-6, 6-4, 6-2           |
| 17. | 8 фев 1982  | Ричмонд, Виргиния, США        | Ковёр    | Фриц Бюнинг        | 3-6, 6-3, 6-4, 6-3      |
| 18. | 7 июн 1982  | Венеция, Италия               | Грунт    | Питер Макнамара    | 7-6, 6-1                |
| 19. | 5 июл 1982  | Гштад, Швейцария              | Грунт    | Гильермо Вилас     | 6-1, 6-3, 6-2           |
| 20. | 12 июл 1982 | Целль-ам-Зе, Австрия          | Грунт    | Хайнц Гюнтхардт    | 6-0, 3-6, 6-2, 6-1      |
| 21. | 15 ноя 1982 | Сан-Паулу, Бразилия           | Грунт    | Маркус Осевар      | 6-2, 6-7, 6-3           |
| 22. | 24 янв 1983 | Гуаружа, Бразилия             | Хард     | Матс Виландер      | 3-6, 7-5, 6-1           |
| 23. | 11 июл 1983 | Бостон (2)                    | Грунт    | Джимми Ариас       | 6-3, 6-1                |
| 24. | 18 июл 1983 | Вашингтон (2)                 | Грунт    | Джимми Ариас       | 6-3, 3-6, 6-0           |
| 25. | 25 июл 1983 | Норт-Конвей (2)               | Грунт    | Андрес Гомес       | 6-3, 6-1                |

### Парный разряд (2)
| №  | Дата        | Турнир            | Покрытие | Партнёр      | Соперники в финале            | Счёт в финале |
| -- | ----------- | ----------------- | -------- | ------------ | ----------------------------- | ------------- |
| 1. | 12 окт 1981 | Базель, Швейцария | Хард (i) | Илие Нэстасе | Маркус Гюнтхардт Павел Сложил | 7-6, 6-7, 7-6 |
| 2. | 12 сен 1983 | Палермо, Италия   | Грунт    | Пабло Аррайя | Тиан Вильюн Дани Виссер       | 1-6, 6-4, 6-4 |

## Участие в финалах командных турниров за карьеру (2)
| Результат | Год  | Турнир                   | Команда                         | Соперник в финале                               | Счёт в финале |
| --------- | ---- | ------------------------ | ------------------------------- | ----------------------------------------------- | ------------- |
| Победа    | 1980 | Кубок наций, Дюссельдорф | Аргентина Г. Вилас, Х. Л. Клерк | Италия К. Барадзутти, П. Бертолуччи, А. Панатта | 2-1           |
| Поражение | 1981 | Кубок Дэвиса, Цинциннати | Аргентина Г. Вилас, Х. Л. Клерк | США Д. Макинрой, Р. Таннер, П. Флеминг          | 1-3           |